# وزغ شکم‌زرد
وزغ شکم‌زرد (نام علمی: Bombina variegata) نام یک گونه از سرده وزغ آتش‌دل است.